# Сандугачевский сельсовет
Сандугачевский сельсовет — сельское поселение в Янаульском районе Башкортостана Российской Федерации.
Административный центр — село Сандугач.

## История
Статус и границы сельского поселения установлены Законом Республики Башкортостан от 17 декабря 2004 года № 126-з «О границах, статусе и административных центрах муниципальных образований в Республике Башкортостан»
2004 год
Закон Республики Башкортостан «Об изменениях в административно-территориальном устройстве Республики Башкортостан, изменениях границ и преобразованиях муниципальных образований в Республике Башкортостан», ст. 2 «Изменения границ и преобразования муниципальных образований в Республике Башкортостан», п.2, ч.34 гласит:

2. Изменить наименования следующих муниципальных образований:
34) по Янаульскому району:
б) «Сандугачский сельсовет» на «Сандугачевский сельсовет».

## Население
| 2002  | 2009  | 2010  | 2012  | 2013  | 2014  | 2015  |
| ----- | ----- | ----- | ----- | ----- | ----- | ----- |
| 1629  | ↗1650 | ↘1446 | ↘1376 | ↘1341 | ↘1294 | ↘1263 |
| 2016  | 2017  | 2018  |       |       |       |       |
| ↘1236 | ↘1217 | ↘1197 |       |       |       |       |

## Состав
| № | Населённый пункт | Тип населённого пункта       | Население |
| - | ---------------- | ---------------------------- | --------- |
| 1 | Арлян            | деревня                      | ↘93       |
| 2 | Барабановка      | село                         | ↘373      |
| 3 | Новая Кирга      | деревня                      | ↘51       |
| 4 | Норканово        | деревня                      | ↘132      |
| 5 | Рабак            | село                         | ↘366      |
| 6 | Сандугач         | село, административный центр | ↘431      |